# MGM (España)
MGM (España) fue un canal de televisión por suscripción español de origen estadounidense, centrado la emisión de cine clásico. Fue propiedad de Chello Multicanal, bajo la marca internacional Metro-Goldwyn-Mayer.
En junio de 2010, fue lanzada la versión HD del canal, exclusiva para Movistar TV en el dial 107. Además, en marzo de 2011 se confirma la presencia de este canal dentro de la oferta prepago satelital de Starmax HD (España).
AMC Networks International Iberia anunció que MGM cesaría sus transmisiones en España y va a ser reemplazado por AMC a partir del 4 de noviembre de 2014. Fue reemplazado el 4 de noviembre de 2014 por AMC España en España.